# Gunung Kruengmanggueh
Gunung Kruengmanggueh är ett berg i Indonesien.   Det ligger i provinsen Aceh, i den västra delen av landet, 1 700 km nordväst om huvudstaden Jakarta. Toppen på Gunung Kruengmanggueh är 1 130 meter över havet.
Terrängen runt Gunung Kruengmanggueh är lite bergig, och sluttar västerut.Runt Gunung Kruengmanggueh är det mycket glesbefolkat, med 6 invånare per kvadratkilometer. I omgivningarna runt Gunung Kruengmanggueh växer i huvudsak städsegrön lövskog.